# Homberg, Schweiz
Homberg (Homberg bei Thun) är en ort och kommun i distriktet Thun i kantonen Bern, Schweiz. Kommunen har 490 invånare (2023).